# محمد علي كورتولوش
محمد علي كورتولوش (بالتركية: Mohamed Ali Kurtuluş)‏ هو لاعب كرة قدم تركي في مركز الوسط، ولد في 29 أغسطس 1974 في غنت في بلجيكا. لعب مع تشايكور ريزه سبور ودينيزلي سبور وسيفاسبور ونادي غينت.

## وصلات خارجية
- محمد علي كورتولوش على موقع اتحاد تركيا (لاعب) (الإنجليزية)
- محمد علي كورتولوش على موقع قاعدة بيانات كرة القدم.إي يو (الإنجليزية)
- محمد علي كورتولوش على موقع Soccerway.com (الإنجليزية)
- محمد علي كورتولوش على موقع عالم كرة القدم.نت (الإنجليزية)